# Nerlens Noel
Nerlens Noel (Everett, Massachusetts; 10 de abril de 1994) es un jugador de baloncesto estadounidense que actualmente se encuentra sin equipo. Con 2,11 metros de altura, juega en las posiciones de pívot o ala-pívot.

## Carrera

### Instituto
Noel asistió dos años al instituto Everett High School. Después de su segundo año, se transfirió al Tilton School, en Nuevo Hampshire.

### Universidad
En un partido ante los Florida Gators, Noel sufrió una lesión en el ligamento cruzado anterior de la rodilla izquierda, lo que le hizo perderse lo que restaba de temporada. Sin embargo, el 15 de abril decidió declararse elegible para el Draft de la NBA.

#### Estadísticas
| Año     | Equipo   | PJ | PT | MPP  | %TC  | %3P  | %TL  | RPP | APP | ROB | TPP | PPP  |
| ------- | -------- | -- | -- | ---- | ---- | ---- | ---- | --- | --- | --- | --- | ---- |
| 2012–13 | Kentucky | 24 | 24 | 31.9 | .590 | .000 | .529 | 9.5 | 1.6 | 2.1 | 4.4 | 10.5 |

### NBA
Aunque muchas previsiones le situaban como la primera elección, finalmente fue seleccionado por los New Orleans Pelicans en la sexta posición del Draft, siendo inmediatamente traspasado a los Philadelphia 76ers a cambio de Jrue Holiday y Pierre Jackson. El 24 de septiembre de 2013, firmó un contrato con los 76ers. Noel se perdió toda la temporada 2013-2014 por la lesión en la rodilla.
En julio de 2014, se unió a los 76ers para disputar la NBA Summer League. El 29 de octubre de 2014, Noel hizo su tan esperado debut como profesional en la derrota de los 76ers ante los Indiana Pacers por 91-103. En menos de 35 minutos de acción como titular, registró 6 puntos, 10 rebotes y 3 tapones. En el siguiente partido, Noel registró su primer doble-doble con 14 puntos y 10 rebotes, incluyendo 2 asistencias y 3 tapones en 35 minutos de acción.
El 23 de febrero de 2017 es traspasado a los Dallas Mavericks a cambio de Andrew Bogut, Justin Anderson y una primera ronda de draft protegida.
Al año siguiente, el 6 de julio de 2018, Noel firma un contrato de dos años con Oklahoma City Thunder.
Después de dos años en Oklahoma, el 21 de noviembre de 2020, ficha por New York Knicks.
El 11 de agosto de 2021, acuerda una extensión de contrato con los Knicks por $30 millones y 3 años.
El 28 de junio de 2022 es traspasado, junto a Alec Burks a Detroit Pistons. Debutó con los Pistons el 31 de octubre ante Milwaukee Bucks. El 28 de febrero de 2023, acuerda una rescisión de su contrato y se convierte en agente libre. El 4 de marzo firma un contrato de 10 días con Brooklyn Nets, con los que disputa tres encuentros.
El 18 de julio de 2023 firma como agente libre por una temporada con Sacramento Kings, pero fue despedido en el mes de septiembre sin llegar a debutar.

## Estadísticas de su carrera en la NBA

### Temporada regular
| Año     | Equipo        | PJ  | PT  | MPP  | %TC  | %3P  | %TL  | RPP | APP | ROB | TPP | PPP  |
| ------- | ------------- | --- | --- | ---- | ---- | ---- | ---- | --- | --- | --- | --- | ---- |
| 2014-15 | Philadelphia  | 75  | 71  | 30.8 | .462 | .000 | .609 | 8.1 | 1.7 | 1.8 | 1.9 | 9.9  |
| 2015-16 | Philadelphia  | 67  | 62  | 29.3 | .521 | .500 | .590 | 8.1 | 1.8 | 1.8 | 1.5 | 11.1 |
| 2016-17 | Philadelphia  | 29  | 7   | 19.4 | .611 | .000 | .683 | 5.0 | 1.0 | 1.4 | .9  | 8.9  |
| 2016-17 | Dallas        | 22  | 12  | 22.0 | .575 | .000 | .708 | 6.8 | .9  | 1.0 | 1.1 | 8.5  |
| 2017-18 | Dallas        | 30  | 6   | 15.7 | .524 | .000 | 750  | 5.6 | .7  | 1.0 | .7  | 4.4  |
| 2018-19 | Oklahoma City | 77  | 2   | 13.7 | .587 | .000 | .684 | 4.2 | .6  | 0.9 | 1.2 | 4.9  |
| 2019-20 | Oklahoma City | 61  | 7   | 18.5 | .684 | .333 | .755 | 4.9 | .9  | 1.0 | 1.5 | 7.4  |
| 2020-21 | New York      | 64  | 41  | 24.2 | .614 | .000 | .714 | 6.4 | .7  | 1.1 | 2.2 | 5.1  |
| 2021-22 | New York      | 25  | 11  | 22.5 | .533 | .000 | .700 | 5.6 | .9  | 1.2 | 1.2 | 3.4  |
| 2022-23 | Detroit       | 14  | 3   | 10.9 | .400 | .500 | .700 | 2.6 | .5  | .9  | .6  | 2.3  |
| 2022-23 | Brooklyn      | 3   | 1   | 14.3 | .167 | —    | .500 | 3.0 | 1.0 | 1.0 | .3  | 1.0  |
| Total   | Total         | 467 | 223 | 22.0 | .546 | .200 | .655 | 6.1 | 1.1 | 1.3 | 1.5 | 7.1  |

### Playoffs
| Año   | Equipo        | PJ | PT | MPP  | %TC  | %3P  | %TL  | RPP | APP | ROB | TPP | PPP |
| ----- | ------------- | -- | -- | ---- | ---- | ---- | ---- | --- | --- | --- | --- | --- |
| 2019  | Oklahoma City | 5  | 0  | 12.0 | .600 | —    | .000 | 3.8 | .0  | .4  | .6  | 4.8 |
| 2020  | Oklahoma City | 7  | 0  | 13.9 | .471 | .000 | .500 | 4.1 | .4  | .3  | .7  | 3.0 |
| 2021  | New York      | 5  | 2  | 18.4 | .500 | —    | .813 | 4.0 | .2  | .8  | .6  | 4.6 |
| Total | Total         | 17 | 2  | 14.6 | .532 | .000 | .643 | 4.0 | .2  | .5  | .6  | 4.0 |

## Vida personal
Noel nació en Everett, una pequeña ciudad cerca de Boston, en el estado de Massachusetts. Es hijo de inmigrantes haitianos.